# Список астероїдів (21901—22000)
| Назва                              | Тимчасове позначення | Дата відкриття    | Місце відкриття            | Відкривач          |
| ---------------------------------- | -------------------- | ----------------- | -------------------------- | ------------------ |
| (21901) 1999 VZ11                  | 1999 VZ11            | 10 листопада 1999 | Обсерваторія Фаунтін-Гіллс | Чарльз Джулз       |
| (21902) 1999 VD12                  | 1999 VD12            | 10 листопада 1999 | Обсерваторія Фаунтін-Гіллс | Чарльз Джулз       |
| 21903 Воллес (Wallace)             | 1999 VE12            | 10 листопада 1999 | Обсерваторія Фаунтін-Гіллс | Чарльз Джулз       |
| (21904) 1999 VV12                  | 1999 VV12            | 11 листопада 1999 | Обсерваторія Фаунтін-Гіллс | Чарльз Джулз       |
| (21905) 1999 VX14                  | 1999 VX14            | 2 листопада 1999  | Обсерваторія Кітт-Пік      | Spacewatch         |
| (21906) 1999 VH20                  | 1999 VH20            | 11 листопада 1999 | Обсерваторія Фаунтін-Гіллс | Чарльз Джулз       |
| (21907) 1999 VM20                  | 1999 VM20            | 11 листопада 1999 | Обсерваторія Фаунтін-Гіллс | Чарльз Джулз       |
| (21908) 1999 VQ21                  | 1999 VQ21            | 12 листопада 1999 | Вішнянська обсерваторія    | Корадо Корлевіч    |
| (21909) 1999 VR21                  | 1999 VR21            | 12 листопада 1999 | Вішнянська обсерваторія    | Корадо Корлевіч    |
| (21910) 1999 VT23                  | 1999 VT23            | 14 листопада 1999 | Обсерваторія Фаунтін-Гіллс | Чарльз Джулз       |
| (21911) 1999 VW23                  | 1999 VW23            | 14 листопада 1999 | Обсерваторія Фаунтін-Гіллс | Чарльз Джулз       |
| (21912) 1999 VL24                  | 1999 VL24            | 15 листопада 1999 | Обсерваторія Фаунтін-Гіллс | Чарльз Джулз       |
| 21913 Тейлорджонс (Taylorjones)    | 1999 VK28            | 3 листопада 1999  | Сокорро (Нью-Мексико)      | LINEAR             |
| 21914 Мелакабінофф (Melakabinoff)  | 1999 VX34            | 3 листопада 1999  | Сокорро (Нью-Мексико)      | LINEAR             |
| 21915 Лавіньш (Lavins)             | 1999 VE35            | 3 листопада 1999  | Сокорро (Нью-Мексико)      | LINEAR             |
| (21916) 1999 VU37                  | 1999 VU37            | 3 листопада 1999  | Сокорро (Нью-Мексико)      | LINEAR             |
| (21917) 1999 VY37                  | 1999 VY37            | 3 листопада 1999  | Сокорро (Нью-Мексико)      | LINEAR             |
| (21918) 1999 VN45                  | 1999 VN45            | 4 листопада 1999  | Каталінський огляд         | Каталінський огляд |
| 21919 Луга (Luga)                  | 1999 VV47            | 3 листопада 1999  | Сокорро (Нью-Мексико)      | LINEAR             |
| (21920) 1999 VZ47                  | 1999 VZ47            | 3 листопада 1999  | Сокорро (Нью-Мексико)      | LINEAR             |
| 21921 Кемденміллер (Camdenmiller)  | 1999 VE49            | 3 листопада 1999  | Сокорро (Нью-Мексико)      | LINEAR             |
| 21922 Мокз (Mocz)                  | 1999 VK49            | 3 листопада 1999  | Сокорро (Нью-Мексико)      | LINEAR             |
| (21923) 1999 VT52                  | 1999 VT52            | 3 листопада 1999  | Сокорро (Нью-Мексико)      | LINEAR             |
| 21924 Аліссаовайтт (Alyssaovaitt)  | 1999 VN53            | 4 листопада 1999  | Сокорро (Нью-Мексико)      | LINEAR             |
| 21925 Сьюпастернак (Supasternak)   | 1999 VW53            | 4 листопада 1999  | Сокорро (Нью-Мексико)      | LINEAR             |
| 21926 Джейкобперрі (Jacobperry)    | 1999 VH54            | 4 листопада 1999  | Сокорро (Нью-Мексико)      | LINEAR             |
| 21927 Сарапірз (Sarahpierz)        | 1999 VB55            | 4 листопада 1999  | Сокорро (Нью-Мексико)      | LINEAR             |
| 21928 Прабакаран (Prabakaran)      | 1999 VX55            | 4 листопада 1999  | Сокорро (Нью-Мексико)      | LINEAR             |
| 21929 Нілешравал (Nileshraval)     | 1999 VP56            | 4 листопада 1999  | Сокорро (Нью-Мексико)      | LINEAR             |
| (21930) 1999 VP61                  | 1999 VP61            | 4 листопада 1999  | Сокорро (Нью-Мексико)      | LINEAR             |
| (21931) 1999 VB64                  | 1999 VB64            | 4 листопада 1999  | Сокорро (Нью-Мексико)      | LINEAR             |
| 21932 Ріос (Rios)                  | 1999 VP65            | 4 листопада 1999  | Сокорро (Нью-Мексико)      | LINEAR             |
| 21933 Ааронрозон (Aaronrozon)      | 1999 VL70            | 4 листопада 1999  | Сокорро (Нью-Мексико)      | LINEAR             |
| (21934) 1999 VY71                  | 1999 VY71            | 7 листопада 1999  | Станція Сінлун             | SCAP               |
| (21935) 1999 VZ77                  | 1999 VZ77            | 4 листопада 1999  | Сокорро (Нью-Мексико)      | LINEAR             |
| 21936 Райан (Ryan)                 | 1999 VH79            | 4 листопада 1999  | Сокорро (Нью-Мексико)      | LINEAR             |
| 21937 Башіхан (Basheehan)          | 1999 VV80            | 4 листопада 1999  | Сокорро (Нью-Мексико)      | LINEAR             |
| (21938) 1999 VE81                  | 1999 VE81            | 4 листопада 1999  | Сокорро (Нью-Мексико)      | LINEAR             |
| 21939 Касміт (Kasmith)             | 1999 VJ89            | 4 листопада 1999  | Сокорро (Нью-Мексико)      | LINEAR             |
| (21940) 1999 VU91                  | 1999 VU91            | 7 листопада 1999  | Сокорро (Нью-Мексико)      | LINEAR             |
| (21941) 1999 VU92                  | 1999 VU92            | 9 листопада 1999  | Сокорро (Нью-Мексико)      | LINEAR             |
| 21942 Субраманіан (Subramanian)    | 1999 VN106           | 9 листопада 1999  | Сокорро (Нью-Мексико)      | LINEAR             |
| (21943) 1999 VG114                 | 1999 VG114           | 9 листопада 1999  | Каталінський огляд         | Каталінський огляд |
| (21944) 1999 VA118                 | 1999 VA118           | 9 листопада 1999  | Обсерваторія Кітт-Пік      | Spacewatch         |
| 21945 Kleshchonok                  | 1999 VL135           | 13 листопада 1999 | Станція Андерсон-Меса      | LONEOS             |
| (21946) 1999 VD138                 | 1999 VD138           | 9 листопада 1999  | Каталінський огляд         | Каталінський огляд |
| (21947) 1999 VG141                 | 1999 VG141           | 10 листопада 1999 | Обсерваторія Кітт-Пік      | Spacewatch         |
| (21948) 1999 VY149                 | 1999 VY149           | 14 листопада 1999 | Сокорро (Нью-Мексико)      | LINEAR             |
| 21949 Татальян (Tatulian)          | 1999 VA156           | 12 листопада 1999 | Сокорро (Нью-Мексико)      | LINEAR             |
| (21950) 1999 VS158                 | 1999 VS158           | 14 листопада 1999 | Сокорро (Нью-Мексико)      | LINEAR             |
| (21951) 1999 VE159                 | 1999 VE159           | 14 листопада 1999 | Сокорро (Нью-Мексико)      | LINEAR             |
| 21952 Террі (Terry)                | 1999 VD165           | 14 листопада 1999 | Сокорро (Нью-Мексико)      | LINEAR             |
| (21953) 1999 VB176                 | 1999 VB176           | 2 листопада 1999  | Каталінський огляд         | Каталінський огляд |
| (21954) 1999 VU178                 | 1999 VU178           | 6 листопада 1999  | Сокорро (Нью-Мексико)      | LINEAR             |
| (21955) 1999 VW178                 | 1999 VW178           | 6 листопада 1999  | Сокорро (Нью-Мексико)      | LINEAR             |
| 21956 Тенґейд (Thangada)           | 1999 VE179           | 6 листопада 1999  | Сокорро (Нью-Мексико)      | LINEAR             |
| (21957) 1999 VU179                 | 1999 VU179           | 6 листопада 1999  | Сокорро (Нью-Мексико)      | LINEAR             |
| 21958 Тріпуранені (Tripuraneni)    | 1999 VU185           | 15 листопада 1999 | Сокорро (Нью-Мексико)      | LINEAR             |
| (21959) 1999 VM186                 | 1999 VM186           | 15 листопада 1999 | Сокорро (Нью-Мексико)      | LINEAR             |
| (21960) 1999 VH189                 | 1999 VH189           | 15 листопада 1999 | Сокорро (Нью-Мексико)      | LINEAR             |
| (21961) 1999 VE203                 | 1999 VE203           | 8 листопада 1999  | Каталінський огляд         | Каталінський огляд |
| 21962 Scottsandford                | 1999 VS203           | 9 листопада 1999  | Станція Андерсон-Меса      | LONEOS             |
| (21963) 1999 VP207                 | 1999 VP207           | 13 листопада 1999 | Каталінський огляд         | Каталінський огляд |
| 21964 Kevinhousen                  | 1999 VK213           | 13 листопада 1999 | Станція Андерсон-Меса      | LONEOS             |
| 21965 Dones                        | 1999 VO213           | 13 листопада 1999 | Станція Андерсон-Меса      | LONEOS             |
| 21966 Hamadori                     | 1999 WJ9             | 27 листопада 1999 | Станція Андерсон-Меса      | LONEOS             |
| (21967) 1999 WS9                   | 1999 WS9             | 30 листопада 1999 | Обсерваторія Оїдзумі       | Такао Кобаяші      |
| (21968) 1999 WE10                  | 1999 WE10            | 30 листопада 1999 | Обсерваторія Оїдзумі       | Такао Кобаяші      |
| (21969) 1999 WJ17                  | 1999 WJ17            | 30 листопада 1999 | Обсерваторія Кітт-Пік      | Spacewatch         |
| 21970 Тіл (Tyle)                   | 1999 XC              | 1 грудня 1999     | Сокорро (Нью-Мексико)      | LINEAR             |
| (21971) 1999 XG                    | 1999 XG              | 1 грудня 1999     | Сокорро (Нью-Мексико)      | LINEAR             |
| (21972) 1999 XU                    | 1999 XU              | 2 грудня 1999     | Сокорро (Нью-Мексико)      | LINEAR             |
| (21973) 1999 XP1                   | 1999 XP1             | 2 грудня 1999     | Сокорро (Нью-Мексико)      | LINEAR             |
| (21974) 1999 XV1                   | 1999 XV1             | 3 грудня 1999     | Обсерваторія Фаунтін-Гіллс | Чарльз Джулз       |
| (21975) 1999 XR2                   | 1999 XR2             | 4 грудня 1999     | Обсерваторія Фаунтін-Гіллс | Чарльз Джулз       |
| (21976) 1999 XV2                   | 1999 XV2             | 4 грудня 1999     | Обсерваторія Фаунтін-Гіллс | Чарльз Джулз       |
| (21977) 1999 XW2                   | 1999 XW2             | 4 грудня 1999     | Обсерваторія Фаунтін-Гіллс | Чарльз Джулз       |
| (21978) 1999 XW3                   | 1999 XW3             | 4 грудня 1999     | Каталінський огляд         | Каталінський огляд |
| (21979) 1999 XQ4                   | 1999 XQ4             | 4 грудня 1999     | Каталінський огляд         | Каталінський огляд |
| (21980) 1999 XA5                   | 1999 XA5             | 4 грудня 1999     | Каталінський огляд         | Каталінський огляд |
| (21981) 1999 XX5                   | 1999 XX5             | 4 грудня 1999     | Каталінський огляд         | Каталінський огляд |
| (21982) 1999 XL8                   | 1999 XL8             | 4 грудня 1999     | Обсерваторія Ґекко         | Тецуо Каґава       |
| (21983) 1999 XB12                  | 1999 XB12            | 6 грудня 1999     | Каталінський огляд         | Каталінський огляд |
| (21984) 1999 XC12                  | 1999 XC12            | 6 грудня 1999     | Каталінський огляд         | Каталінський огляд |
| 21985 Шейна (Sejna)                | 1999 XG15            | 2 грудня 1999     | Обсерваторія Ондржейов     | Ленка Коткова      |
| 21986 Александурібе (Alexanduribe) | 1999 XO17            | 2 грудня 1999     | Сокорро (Нью-Мексико)      | LINEAR             |
| (21987) 1999 XH18                  | 1999 XH18            | 3 грудня 1999     | Сокорро (Нью-Мексико)      | LINEAR             |
| (21988) 1999 XQ20                  | 1999 XQ20            | 5 грудня 1999     | Сокорро (Нью-Мексико)      | LINEAR             |
| 21989 Вернц (Werntz)               | 1999 XU20            | 5 грудня 1999     | Сокорро (Нью-Мексико)      | LINEAR             |
| 21990 Ґарретяззі (Garretyazzie)    | 1999 XH22            | 6 грудня 1999     | Сокорро (Нью-Мексико)      | LINEAR             |
| 21991 Зейн (Zane)                  | 1999 XM23            | 6 грудня 1999     | Сокорро (Нью-Мексико)      | LINEAR             |
| (21992) 1999 XZ23                  | 1999 XZ23            | 6 грудня 1999     | Сокорро (Нью-Мексико)      | LINEAR             |
| (21993) 1999 XH26                  | 1999 XH26            | 6 грудня 1999     | Сокорро (Нью-Мексико)      | LINEAR             |
| (21994) 1999 XU26                  | 1999 XU26            | 6 грудня 1999     | Сокорро (Нью-Мексико)      | LINEAR             |
| (21995) 1999 XL29                  | 1999 XL29            | 6 грудня 1999     | Сокорро (Нью-Мексико)      | LINEAR             |
| (21996) 1999 XP31                  | 1999 XP31            | 6 грудня 1999     | Сокорро (Нью-Мексико)      | LINEAR             |
| (21997) 1999 XP36                  | 1999 XP36            | 7 грудня 1999     | Обсерваторія Фаунтін-Гіллс | Чарльз Джулз       |
| (21998) 1999 XH37                  | 1999 XH37            | 7 грудня 1999     | Обсерваторія Фаунтін-Гіллс | Чарльз Джулз       |
| 21999 Дізора (Disora)              | 1999 XS38            | 7 грудня 1999     | Кампо Катіно               | Франко Малліа      |
| (22000) 1999 XF40                  | 1999 XF40            | 7 грудня 1999     | Сокорро (Нью-Мексико)      | LINEAR             |

| ← Астероїди 20001—30000 → |             |             |             |             |             |             |             |             |             |
| 20001—20100               | 21001—21100 | 22001—22100 | 23001—23100 | 24001—24100 | 25001—25100 | 26001—26100 | 27001—27100 | 28001—28100 | 29001—29100 |
| 20101—20200               | 21101—21200 | 22101—22200 | 23101—23200 | 24101—24200 | 25101—25200 | 26101—26200 | 27101—27200 | 28101—28200 | 29101—29200 |
| 20201—20300               | 21201—21300 | 22201—22300 | 23201—23300 | 24201—24300 | 25201—25300 | 26201—26300 | 27201—27300 | 28201—28300 | 29201—29300 |
| 20301—20400               | 21301—21400 | 22301—22400 | 23301—23400 | 24301—24400 | 25301—25400 | 26301—26400 | 27301—27400 | 28301—28400 | 29301—29400 |
| 20401—20500               | 21401—21500 | 22401—22500 | 23401—23500 | 24401—24500 | 25401—25500 | 26401—26500 | 27401—27500 | 28401—28500 | 29401—29500 |
| 20501—20600               | 21501—21600 | 22501—22600 | 23501—23600 | 24501—24600 | 25501—25600 | 26501—26600 | 27501—27600 | 28501—28600 | 29501—29600 |
| 20601—20700               | 21601—21700 | 22601—22700 | 23601—23700 | 24601—24700 | 25601—25700 | 26601—26700 | 27601—27700 | 28601—28700 | 29601—29700 |
| 20701—20800               | 21701—21800 | 22701—22800 | 23701—23800 | 24701—24800 | 25701—25800 | 26701—26800 | 27701—27800 | 28701—28800 | 29701—29800 |
| 20801—20900               | 21801—21900 | 22801—22900 | 23801—23900 | 24801—24900 | 25801—25900 | 26801—26900 | 27801—27900 | 28801—28900 | 29801—29900 |
| 20901—21000               | 21901—22000 | 22901—23000 | 23901—24000 | 24901—25000 | 25901—26000 | 26901—27000 | 27901—28000 | 28901—29000 | 29901—30000 |